# Portugiesische Badminton-Mannschaftsmeisterschaft
Portugiesische Badminton-Mannschaftsmeisterschaften werden seit der Saison 1956/1957 ausgetragen, wobei zuerst nur Titelkämpfe für Herrenteams stattfanden. Zehn Jahre später folgte der Start für gemischte Teams, noch einmal zehn Jahre später fanden erstmals Meisterschaften für Damenteams statt.

## Die Titelträger
| Saison    | Gemischte Teams | Herrenteams | Damenteams |
| --------- | --- | --- | --- |
| 1956/1957 | nicht ausgetragen | Lisboa Ginásio Clube (Henrique Pinto, Manuel Rebelo, Norman Flower, Vasco Pinto)                                                                                   | nicht ausgetragen |
| 1957/1958 | nicht ausgetragen | Sporting Clube de Portugal (Fernando Pinto, Francisco Lemos, José da Silva, Moreira da Silva, Nolasco da Silva, René Perlico)                                      | nicht ausgetragen |
| 1958/1959 | nicht ausgetragen | Sporting Clube de Portugal (Alberto Fernandes, Fernando Pinto, Francisco Lemos, Rui de Carvalho, Pinto Alves, Rui de Melo)                                         | nicht ausgetragen |
| 1959/1960 | nicht ausgetragen | nicht ausgetragen | nicht ausgetragen |
| 1960/1961 | nicht ausgetragen | nicht ausgetragen | nicht ausgetragen |
| 1961/1962 | nicht ausgetragen | Sport Lisboa e Benfica (Alegre dos Santos, Ramiro Correia, Rui Damásio, Mário Mateus, Tomás Matoso, Marques da Costa)                                              | nicht ausgetragen |
| 1962/1963 | nicht ausgetragen | Sport Lisboa e Benfica (Alegre dos Santos, Rui Damásio, Mário Mateus, José Bento, Marques da Costa)                                                                | nicht ausgetragen |
| 1963/1964 | nicht ausgetragen | Sport Lisboa e Benfica (José Bento, Rui Damásio, Mário Mateus, Alegre dos Santos)                                                                                  | nicht ausgetragen |
| 1964/1965 | nicht ausgetragen | Sport Lisboa e Benfica (Alegre dos Santos, Rui Damásio, Mário Mateus, José Bento, Marques da Costa, Luís Barroso)                                                  | |
| 1965/1966 | nicht ausgetragen | Sport Lisboa e Benfica (José Bento, Rui Damásio, Mário Mateus, Alegre dos Santos)                                                                                  | nicht ausgetragen |
| 1966/1967 | Sport Lisboa e Benfica (Isabel Rocha, Conceição Felizardo, Helena Dias, José Bento, José Azevedo) | Sport Lisboa e Benfica (José Azevedo, Rui Damásio, José Bento, Marques da Costa)                                                                                   | nicht ausgetragen |
| 1967/1968 | Sport Lisboa e Benfica (Helena Dias, Julieta Cardoso, Helena Emília, José Azevedo, Rui Damásio, Marques da Costa) | Sport Lisboa e Benfica (José Bento, Rui Damásio, Alegre dos Santos, José Azevedo, Jorge Paulos)                                                                    | nicht ausgetragen |
| 1968/1969 | Sport Lisboa e Benfica (Isabel Rocha, Helena Dias, Isabel Pinto, Jorge Paulos, José Bento, José Azevedo, Marques da Costa, Rui Damásio)                                                                                                 | Sport Lisboa e Benfica (José Azevedo, Rui Damásio, José Bento, Marques da Costa, Mário Mateus, Jorge Paulos, Luís Barroso)                                         | nicht ausgetragen |
| 1969/1970 | nicht ausgetragen | Sport Lisboa e Benfica (José Bento, Rui Damásio, Mário Mateus, Marques da Costa, Nelson Carvalho, José Azevedo)                                                    | nicht ausgetragen |
| 1970/1971 | Clube Internacional de Futebol (Peggy Brixhe, Lavínia Pais, Tomás Matoso, Guilherme Trindade, Pinto Alves, Jorge Cruz) | Sport Lisboa e Benfica (João Azevedo e Silva, Rui Damásio, José Bento, Marques de Costa, Mário Mateus, Monge Dias)                                                 | nicht ausgetragen |
| 1971/1972 | Sport Lisboa e Benfica (Helena Dias, Isabel Rocha, Isabel Pinto, João Azevedo e Silva, José Bento, Marques da Costa, Nelson Carvalho, Luís Carvalho, Monge Dias)                                                                        | Sport Lisboa e Benfica (José Bento, Monge Dias, João Azevedo e Silva, Marques da Costa, Nelson Carvalho, José Azevedo)                                             | nicht ausgetragen |
| 1972/1973 | Sport Lisboa e Benfica (Isabel Rocha, Isabel Pinto, Susana Gonçalves, José Bento, Pinto Alves, Marques da Costa, Monge Dias, João Azevedo e Silva)                                                                                      | Sport Lisboa e Benfica (José Bento, Pinto Alves, Monge Dias, Marques da Costa, José Azevedo, Pinto Costa, João Mega)                                               | nicht ausgetragen |
| 1973/1974 | Grupo Desportivo Estoril Praia (Helena Sousa, Isabel Rocha, José Bento, Luís Quinaz, Marques da Costa, Monge Dias) | Grupo Desportivo Estoril Praia (José Azevedo, Luís Quinaz, Marques da Costa, José Bento, Monge Dias)                                                               | nicht ausgetragen |
| 1974/1975 | Badminton Clube de Portugal (Margarida Cruz, Isabel Cruz, João Brás, José Assunção, Jorge Cruz) | Grupo Desportivo Estoril Praia (José Bento, Marques da Costa, Luís Quinaz, Vítor Quinaz)                                                                           | nicht ausgetragen |
| 1975/1976 | Sport Lisboa e Benfica (Sílvia Gonçalves, Susana Gonçalves, António Crespo, João Azevedo e Silva, João Mega, José Pessoa, Pinto Costa)                                                                                                  | Badminton Clube de Portugal (João Brás, Jorge Cruz, José Baptista)                                                                                                 | nicht ausgetragen |
| 1976/1977 | Centro Recreio Popular Encarnação (Helena de Sousa, Serafina Brandão, António Carreiro, Cristiano Gaspar, José Bento, José Pessoa) | Sport Lisboa e Benfica (Carlos Gonçalves, António Crespo, João Brás, João Mega, João Azevedo e Silva, Pinto Costa)                                                 | Sport Lisboa e Benfica (Isabel Cruz, Margarida Cruz, Sílvia Gonçalves, Susana Gonçalves) |
| 1977/1978 | Sport Lisboa e Benfica (Isabel Cruz, Margarida Cruz, Sílvia Gonçalves, Susana Gonçalves, António Crespo, João Brás, João Mega, Manuel Pinto Costa)                                                                                      | Badminton Clube de Portugal (José Bento, José Baptista, Jorge Cruz, José Ramada)                                                                                   | Sport Lisboa e Benfica (Ana Teles, Isabel Cruz, Margarida Cruz, Sílvia Gonçalves, Susana Gonçalves) |
| 1978/1979 | Grupo Dramático e Sportivo de Cascais (Helena Sousa, Isabel Prudêncio, Manuela Silva, Vieira da Silva, Francisco Fialho, José Paulo Assunção, Luís Quinaz)                                                                              | Sport Lisboa e Benfica (Carlos Gonçalves, António Crespo, João Brás, João Mega, João Azevedo e Silva, Pinto Costa, Kazukyo Miyama)                                 | Sport Lisboa e Benfica (Ana Teles, Isabel Cruz, Margarida Cruz, Sílvia Gonçalves, Susana Gonçalves, Lígia Bento) |
| 1979/1980 | Centro Português de Badminton (Isabel Castanheira, Isabel Crespo, Isabel Rocha, António Carreiro, António Crespo, António Martins, José Carvalho, José Pessoa)                                                                          | Centro Português de Badminton (José Carvalho, José Pessoa, António Carreiro, António Crespo, António Martins, Cristiano Dias)                                      | Centro Português de Badminton (Ana Amaral, Isabel Castanheira, Isabel Crespo, Isabel Rocha, Regina Costa) |
| 1980/1981 | Centro Português de Badminton (Margarida Cruz, Isabel Crespo, Isabel Castanheira, António Crespo, José Pessoa, António Martins) | Centro Português de Badminton (José Pessoa, António Carreiro, António Crespo, António Martins, Cristiano Dias)                                                     | Badminton Clube de Portugal (Ana Monteiro, Sílvia Gonçalves, Catarina Baptista, Susana Gonçalves) |
| 1981/1982 | Centro Recreativo Estrelas da Avenida (Margarida Cruz, Regina Costa, Ana Amaral, Isabel Castanheira, António Crespo, Cristiano Dias, António Martins, Paulo Silva)                                                                      | Centro Recreativo Estrelas da Avenida (José Carvalho, Cristiano Dias, António Martins, António Crespo, Paulo Silva)                                                | Badminton Clube de Portugal (Ana Monteiro, Sílvia Gonçalves, Catarina Baptista, Susana Gonçalves) |
| 1982/1983 | Badminton Clube de Portugal (Britt Marie Larssen, Ana Monteiro, Rosário Cavaco, Jorge Cruz, Pedro Cruz, José Brandão, Fernando Favinha, José Baptista, Carlos Gonçalves)                                                                | Centro Recreativo Estrelas da Avenida (António Crespo, António Martins, António Moura, Vítor Ventura)                                                              | Badminton Clube de Portugal (Ana Monteiro, Britt Marie Larsson, Rosário Cavaco, Susana Gonçalves) |
| 1983/1984 | Badminton Clube de Portugal (Ana Monteiro, Catarina Baptista, Rosário Cavaco, Sílvia Gonçalves, Manuela Silva, José Baptista, Pedro Cruz, José Brandão, Carlos Gonçalves, Manuel Pinto Costa)                                           | Estrela e Vigorosa Sport (Jorge Azevedo, António Gonçalves, Diamantino Pereira, Rui Leitão)                                                                        | Badminton Clube de Portugal (Ana Monteiro, Sílvia Gonçalves, Catarina Baptista, Susana Gonçalves, Rosário Cavaco, Manuela Silva) |
| 1984/1985 | Badminton Clube de Portugal (Manuela Silva, Rosário Cavaco, Ana Monteiro, Margarida Cruz, José Brandão, António Moura, António Crespo, Jorge Cruz, Carlos Gonçalves, Manuel Machado)                                                    | Centro Recreativo Estrelas da Avenida (José Brandão, José Nascimento, António Pinto Leite, António Canhoto, António Carreiro, Acácio Ramos)                        | Badminton Clube de Portugal (Ana Monteiro, Manuela Silva, Rosário Cavaco, Catarina Baptista) |
| 1985/1986 | Badminton Clube de Portugal (Margarida Cruz, Filipa Nesbitt, Manuela Silva, José Brandão, Manuel Machado, António Moura, Paulo Raimundo, Pedro Cruz)                                                                                    | Badminton Clube de Portugal (José Brandão, Manuel Machado, José Baptista, António Moura, Jorge Cruz, António Crespo)                                               | Badminton Clube de Portugal (Rosário Cavaco, Margarida Cruz, Manuela Silva, Filipa Nesbitt) |
| 1986/1987 | Centro Recreativo Estrelas da Avenida (Graça Martins, Rosário Cavaco, Paula Sousa, Marisa Leong, Lilian Johansson, José Nascimento, José Brandão, António Pinto Leite, António Canhoto, Acácio Ramos)                                   | Badminton Clube de Portugal (José Brandão, Manuel Machado, António Moura, Pedro Cruz, Carlos Gonçalves, Paulo Raimundo)                                            | Centro Desportivo Universitário de Lisboa (Margarida Infante, Paula Queluz, Flor Silva, Madalena Silva, Diamantina Pereira, Carmen Silva)                                                                                                 |
| 1987/1988 | Centro Recreativo Estrelas da Avenida (Rosário Cavaco, Marisa Leong, Iolanda Oliveira, José Brandão, José Nascimento, António Pinto Leite, João Nero, António Canhoto)                                                                  | Centro Recreativo Estrelas da Avenida (José Nascimento, José Brandão, António Pinto Leite, João Nero, António Canhoto, João Ramos)                                 | Badminton Clube de Portugal (Ana Monteiro, Catarina Baptista, Manuela Silva, Filipa Nesbitt) |
| 1988/1989 | Centro Recreativo Estrelas da Avenida (Maria José Gomes, Iolanda Oliveira, Rosária Cavaco, Dina Rodrigues, Manuel Machado, José Nascimento, José Sim-Sim, António Pinto Leite, Acácio Ramos)                                            | Clube Stella Maris (Fernando Silva Vítor Lapa, Jorge Cação, Luís Carvalho, Manuel Silva)                                                                           | Centro Recreativo Estrelas da Avenida (Dina Rodrigues, Iolanda Oliveira, Maria José Gomes, Marisa Leong, Rosário Cavaco) |
| 1989/1990 | Clube Sport Marítimo (Alice Oliveira, Helena Berimbau, Teresa Freitas, Carlos Silva, Ricardo Fernandes, Duarte Anjo, Cosme Berenguer, Marco Vasconcelos, Carlos Caires)                                                                 | Clube Stella Maris (Fernando Silva, Vítor Lapa, Jorge Cação, Luís Carvalho, Manuel Silva, Camilo Valgi)                                                            | Centro Recreativo Estrelas da Avenida (Dina Rodrigues, Iolanda Oliveira, Maria José Gomes, Marisa Leong, Paula Queluz) |
| 1990/1991 | Clube Sport Marítimo (Alice Oliveira, Iolanda Oliveira, Helena Berimbau, Marco Vasconcelos, Ricardo Fernandes, Cosme Berenguer) | Clube Stella Maris (Fernando Silva, Nuno Silva, Jorge Cação, Luís Carvalho, José Silva, Camilo Valgi)                                                              | nicht ausgetragen |
| 1991/1992 | Clube Sport Marítimo (Alice Oliveira, Iolanda Oliveira, Helena Berimbau, Marco Vasconcelos, José Nascimento, Cosme Berenguer) | Clube Stella Maris (Fernando Silva, Nuno Silva, Jorge Cação, Luís Carvalho, Emanuel Bandeira, Carlos Ricardo)                                                      | Badminton Clube de Portugal (Maria José Gomes, Ana Monteiro, Manuela Silva, Vera Cirilo) |
| 1992/1993 | Clube Sport Marítimo (Julie Munday, Teresa Freitas, Helena Berimbau, Marco Vasconcelos, Roberto Caires, Carlos Caires, Marco Gomes) | Clube Stella Maris (Fernando Silva, Nuno Silva, Jorge Cação, Luís Carvalho, Emanuel Bandeira, Carlos Ricardo)                                                      | Movimento Voluntário Desportivo (Ana Lopes, Sónia Lopes, H. Farte, I. Bolila) |
| 1993/1994 | Clube Sport Marítimo (Teresa Freitas, Ana Flor, Helena Berimbau, Marco Vasconcelos, Carlos Caires, Cosme Berenguer, Roberto Caires) | Clube Stella Maris (Fernando Silva, Nuno Pinto, Jorge Cação, Luís Carvalho, Emanuel Bandeira, Carlos Ricardo)                                                      | nicht ausgetragen |
| 1994/1995 | Clube Sports Madeira (Iolanda Oliveira, Alice Oliveira, Paula Varela, Ricardo Fernandes, Jorge Cação, Fernando Silva) | Clube Sport Marítimo (Paulo Freitas, Hugo Rodrigues, José Martins, Marco Vasconcelos, Sílvio Fernandes)                                                            | Sporting Clube de Tomar (Ana Ferreira, Anabela Gonçalves, Sofia Pinto, Paula Barrela) |
| 1995/1996 | Grupo Desportivo do Estreito (Helena Berimbau, Dina Rodrigues, Teresa Freitas, Julie Munday, Marco Vasconcelos, Duarte Caires, Roberto Caires)                                                                                          | Clube Sports Madeira (Fernando Silva, Ricardo Fernandes, Nuno Pinto, Jorge Cação, Cosme Berenguer)                                                                 | Hóquei Clube da Lourinhã (Filipa Lamy, Helena Bartolomeu, Paula Lamy, Carla Lamy, Ana Silva, Vânia Silvério) |
| 1996/1997 | Grupo Desportivo do Estreito (Helena Berimbau, Dina Rodrigues, Tracy Dineen, Marco Vasconcelos, Roberto Caires, Davis Freitas) | Grupo Desportivo do Estreito (Marco Vasconcelos, Roberto Caires, Majed Muhamend, David Freitas)                                                                    | Grupo Desportivo do Estreito (Helena Berimbau, Dina Rodrigues, Teresa Freitas, Tracy Dineen) |
| 1997/1998 | Grupo Desportivo do Estreito (Marco Vasconcelos, Tânia Faria, Roberto Caires, Clara Fernandes, Hugo Rodrigues, Dina Rodrigues, Helena Berimbau)                                                                                         | Grupo Desportivo do Estreito (Roberto Caires, Marco Vasconcelos, Hugo Rodrigues, Valdemiro Garcês)                                                                 | Grupo Desportivo do Estreito (Tânia Faria, Clara Fernandes, Dina Rodrigues, Helena Berimbau) |
| 1998/1999 | Grupo Desportivo do Estreito (Ana Ferreira, Clara Fernandes, Dinana Rodrigues, Helena Berimbau, Tânia Faria, Hugo Rodrigues, Marco Vasconcelos, Ricardo Fernandes, Roberto Caires, Valdemiro Garcês)                                    | Grupo Desportivo do Estreito (Valdemiro Garcês, Marco Vasconcelos, Roberto Caires, Hugo Rodrigues)                                                                 | Grupo Desportivo do Estreito (Dina Rodrigues, Tânia Faria, Clara Fernandes, Helena Berimbau) |
| 1999/2000 | Grupo Desportivo do Estreito (Ana Ferreira, Dina Rodrigues, Helena Berimbau, Tânia Faria, Hugo Rodrigues, Marco Vasconcelos, Ricardo Fernandes, Valdemiro Garcês)                                                                       | Grupo Desportivo do Estreito (Hugo Rodrigues, Marco Vasconcelos, Ricardo Fernandes, Valdemiro Garcês)                                                              | Grupo Desportivo do Estreito (Ana Ferreira, Dina Rodrigues, Helena Berimbau, Tânia Faria) |
| 2000/2001 | União Desportiva de Santana (Ana Azevedo, Carlos Ricardo, Fernando Silva, Filipa Lamy, Paulo Alveno, Paula Sousa, Ricardo Fernandes, Telma Santos, Vânia Leça)                                                                          | Grupo Desportivo do Estreito (Evgenij Kovalenko, Hugo Rodrigues, Marco Vasconcelos, Valdemiro Garcês)                                                              | Grupo Desportivo do Estreito (Francys Pereira, Helena Berimbau, Tânia Faria, Yule Gonçalves) |
| 2001/2002 | União Desportiva de Santana (Ana Moura, António Azevedo, Carlos Ricardo, Fernando Silva, Filipa Lamy, Nuno Silva, Paulo Alveno, Ricardo Fernandes, Telma Santos, Vânia Leça)                                                            | Grupo Desportivo do Estreito (Evgenij Kovalenko, Hugo Rodrigues, Marco Vasconcelos, Paulo Alveno, Valdemiro Garcês)                                                | União Desportiva de Santana (Ana Moura, Claudia Silva, Filipa Lamy, Telma Santos, Vânia Leça) |
| 2002/2003 | Grupo Desportivo do Estreito (Evgenij Kovalenko, Filipa Lamy, Francys Pereira, Helena Berimbau, Hugo Rodrigues, Marco Vasconcelos, Paulo Alveno)                                                                                        | Grupo Desportivo do Estreito (Evgenij Kovalenko, Hugo Rodrigues, José Rosa, Marco Vasconcelos, Paulo Alveno)                                                       | União Desportiva de Santana (Ana Moura, Claudia Silva, Telma Santos, Vânia Leça) |
| 2003/2004 | Grupo Desportivo do Estreito (Filipa Lamy, Francys Pereira, Helena Berimbau, Ana Freitas, Hugo Rodrigues, Marco Vasconcelos, Paulo Alveno)                                                                                              | Grupo Desportivo do Estreito (Hugo Rodrigues, José Rodrigues, Marco Vasconcelos, Carlos Figueira)                                                                  | União Desportiva de Santana (Ana Moura, Ana Martins, Telma Santos, Vânia Leça) |
| 2004/2005 | União Desportiva de Santana (Ana Azevedo, Telma Santos, Vânia Leça, António Azevedo, Fernando Silva, Hugo Rodrigues, Marco Vasconcelos, Ricardo Nascimento)                                                                             | União Desportiva de Santana (Marco Vasconcelos, Hugo Rodrigues, Fernando Silva, Nuno Silva, Luís Freitas, João Gama, Hélder Gama, Flávio Gama)                     | Clube Sports Madeira (Filipa Lamy, Sara Gonçalves, Érica Camacho, Tânia Faria) |
| 2005/2006 | União Desportiva de Santana (Ana Martins, Dalila Belém, Fabiana Freitas, Telma Santos, Vânia Leça, Alexandre Paixão, Fernando Silva, Hugo Rodrigues, João Gama, Marco Vasconcelos, Ricardo Nascimento)                                  | União Desportiva de Santana (Marco Vasconcelos, Hugo Rodrigues, Fernando Silva, Alexandre Paixão, António Azevedo, Luís Freitas, João Gama, Hélder Gama)           | União Desportiva de Santana (Dalila Belém, Telma Santos, Vânia Leça, Fabiana Freitas) |
| 2006/2007 | União Desportiva de Santana (Joana Terruta, Telma Santos, Dalila Belem, Vânia Leça, Alexandre Paixão, Fernando Silva, Hugo Rodrigues, António Azevedo, António Ornelas, Marco Vasconcelos)                                              | União Desportiva de Santana (Marco Vasconcelos, Hugo Rodrigues, Fernando Silva, Alexandre Paixão, Jorge Azevedo, António Ornelas, Jose Caires)                     | União Desportiva de Santana (Dalila Belém, Telma Santos, Vânia Leça, Joana Terruta) |
| 2007/2008 | União Desportiva de Santana (Fernando Silva, Gil Martins, Marco Vasconcelos, Vânia Leça, Daniela Silva, Tânia Faria) | União Desportiva de Santana (Fernando Silva, Gil Martins, Marco Vasconcelos, Paulo Alveno, António Ornelas, António Azevedo)                                       | Grupo Desportivo do Estreito (Helena Pestana, Helena Fernandes, Telma Santos, Cláudia Figueira, Yule Gonçalves, Susana Vieira) |
| 2008/2009 | União Desportiva de Santana (Marco Vasconcelos, Fernando Silva, Paulo Alveno, Gil Martins, Dercio Caires, Jorge Azevedo, Daniel Paiola, Filipa Lamy, Vânia Leça, Sara Gonçalves, Tânia Faria)                                           | União Desportiva de Santana (Marco Vasconcelos, Fernando Silva, Gil Martins, Paulo Alveno)                                                                         | Grupo Desportivo do Estreito (Telma Santos, Helena Pestana, Cláudia Figueira, Yule Gonçalves, Teresa Figueira) |
| 2009/2010 | Grupo Desportivo do Estreito (Ruben Vieira, Helena Pestana, Nuno Silva, Cláudia Figueira, Hugo Rodrigues, Rui Campos, Telma Santos, Teresa Figueira, Jorge Abreu, José Rosa)                                                            | Clube Sports Madeira (Alexandre Paixão, Gil Martins, José Pedro Sousa, Pedro Soares, Cosme Berenguer)                                                              | Clube Sports Madeira (Anny Costa, Ana Moura, Vânia Leça, Maria Berenguer) |
| 2010/2011 | CHE-Lagoense (Pedro Martins, Rafael Lopes, Hugo Rodrigues, Tomás Nero, Catarina Cristina, Telma Santos, Ana Moura, Ana Reis, Filipa Lamy, Sandra Freitas, António Pinto Leite)                                                          | | CHE-Lagoense (Telma Santos, Ana Moura, Ana Reis, Filipa Lamy, Catarina Cristina) |
| 2011/2012 | CHE-Lagoense (Pedro Martins, Rafael Lopes, Hugo Rodrigues, Tomás Nero, Alexandre Paixão, Catarina Cristina, Telma Santos, Ana Moura, Ana Reis, Filipa Lamy, António Pinto Leite, Dalila Belem)                                          | CHE-Lagoense (Pedro Martins, Hugo Rodrigues, Tomás Nero, Angelo Santos, Alexandre Paixão)                                                                          | CHE-Lagoense (Telma Santos, Ana Moura, Ana Reis, Filipa Lamy, Dalila Belem, Angela Rodrigues) |
| 2012/2013 | CHE-Lagoense (Pedro Martins, Rafael Lopes, Hugo Rodrigues, Tomás Nero, Fernando Silva, Ricardo Silva, Ângelo Silva, Catarina Cristina, Telma Santos, Ana Moura, Ana Reis, Filipa Lamy, Dalila Belem)                                    | | CHE-Lagoense (Telma Santos, Ana Moura, Ana Reis, Filipa Lamy, Dalila Belem, Daniela Conceição, Catarina Cristina) |
| 2013/2014 | CHE-Lagoense (Tomás Nero, Bruno Carvalho, Pedro Martins, Ricardo Silva, Miguel Rocha, Fernando Silva, Hugo Rodrigues, Rafael Lopes, Dalila Belém, Ana Reis, Filipa Lamy, Telma Santos, Catarina Cristina, Ana Moura, Daniela Conceição) | | CHE-Lagoense (Ana Moura, Catarina Cristina, Ana Reis, Telma Santos, Filipa Lamy, Daniela Conceição, Mariana Chang) |
| 2014/2015 | CHE-Lagoense (Pedro Martins, Bruno Carvalho, Fernando Silva, Hugo Rodrigues, Ricardo Silva, Tomás Nero, Ângelo Silva, Catarina Cristina, Daniela Conceição, Mariana Leite, Mariana Chang, Dalila Belém)                                 | | Clube Sports da Madeira (Vânia Leça, Helena Pestana, Anny Costa, Vânia Camacho, Ana Catarina Martins) |
| 2015/2016 | CHE-Lagoense | | |
| 2016/2017 | Clube Sports da Madeira (Cosme Berenguer, Duarte N. Anjo, Fernando Silva, Gil Martins, Hugo Batista, Hugo Rodrigues, Anny Costa, Filipa Lamy, Helena Pestana, Sofia Setim, Vânia Camacho, Vânia Leça)                                   | CHE-Lagoense (Bernardo Atilano, Bruno Carvalho, Carlos André Silva, Lúcio Marigesa, Nuno A. Veiga, Pedro D. Martins, Roberto Fortes, Ruben Figueiredo, Tomás Nero) | Clube Sports da Madeira (Ana Rita Fernandes, Anny Costa, Filipa Lamy, Helena Pestana, Sofia Setim, Vânia Camacho, Vânia Leça) |
| 2017/2018 | CHE-Lagoense (Alexandre Paixão, Ângelo Silva, Bruno Carvalho, Carlos André Silva, Ruben Figueiredo, Tomás Nero, Ana Reis, Catarina Cristina, Joana L. Eduardo, Joana Lopes, Mariana Chang, Mariana Leite)                               | CHE-Lagoense (Alexandre Paixão, Ângelo Silva, Bruno Carvalho, Carlos André Silva, David Duarte, Ruben Figueiredo, Tomás Nero)                                      | FAC (Adriana F. Gonçalves, Catarina M. Martins, Joana Oliveira, Joana Miranda Oliveira, Mª Fátima Moreira, Nádia R. Ortiga, Silvina Guimarães, Sónia Gonçalves)                                                                           |
| 2018/2019 | CHE-Lagoense (Alexandre Paixão, Ângelo Silva, Bernardo Atilano, Bruno Carvalho, Miguel Rocha, Tomás Nero, Ana Reis, Catarina Cristina, Daniela Conceição, Joana Lopes, Mariana Chang, Mariana Leite)                                    | CHE-Lagoense (Alexandre Paixão, André A. Redondo, Ângelo Silva, Bernardo Atilano, Bruno Carvalho, Miguel Rocha, Simão F. Diogo, Tomás Nero)                        | FAC (Adriana F. Gonçalves, Beatriz A. Campos, Carolina Veloso, Catarina M. Martins, Joana Miranda Oliveira, Joana Oliveira, María Fátima Moreira, Sónia Gonçalves)                                                                        |
| 2019/2020 | Clube Sports da Madeira | | |
| 2020/2021 | nicht ausgetragen | nicht ausgetragen | nicht ausgetragen |
| 2021/2022 | CHE-Lagoense | CHE-Lagoense (Bernardo Atilano, Pedro Fernandes Martins, Simão Lourenço Diogo, Tomás Nero, André Santos Redondo, Bruno Carvalho, Carlos André Silva, David Silva)  | FAC (Mafalda Azevedo Morais, Carolina Boas Veloso, Adriana F. Gonçalves, Sónia Gonçalves, Beatriz Faria Campos, Silvina Guimarães Gomes, Joana Melo De Oliveira, Catarina Mesquita Martins, Joana Miranda Oliveira, Inês Rodrigues Silva) |
| 2022/2023 | | CHE-Lagoense | CHE-Lagoense |
| 2023/2024 | | CHE-Lagoense | CHE-Lagoense |